# Burg Weißenstein (Wehrda)
Die Burg Weißenstein ist die Ruine einer Höhenburg bei dem Stadtteil Wehrda von Marburg an der Lahn im Landkreis Marburg-Biedenkopf in Hessen.
Die Burg liegt ca. 1000 m nördlich von Wehrda oberhalb des Lahntals auf einer gut 250 m ü. NHN hohen weißen Buntsandsteinkuppe, woher sich auch ihr Name ableitet.

## Geschichte

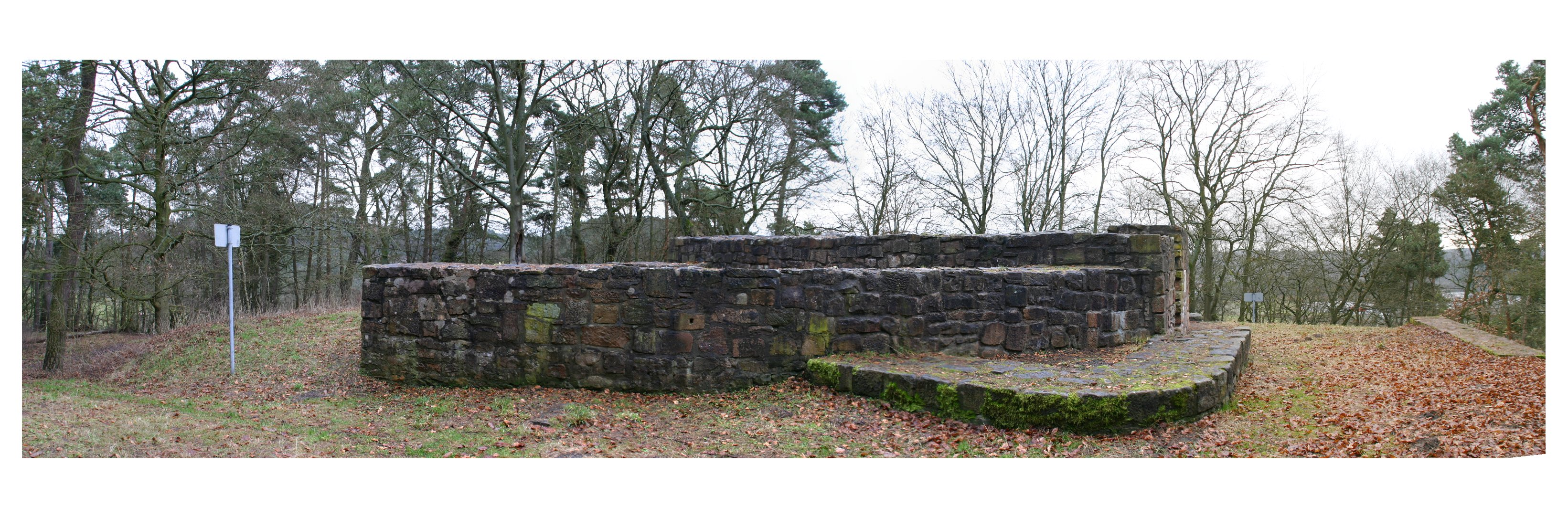
Übersicht über die Anlage

Ausgrabungsfunde belegen, dass der Platz schon frühzeitlich genutzt wurde; evtl. stammt ein Teil der Wälle aus der Eisenzeit. Die Wallanlage umschloss eine Fläche von 620 m². Reliefdaten zeigen einen umlaufenden Wall, nach Nordwesten mehrfach abgestuft, der eine Fläche von etwa 1,4 ha einnimmt.
Im 8. und 9. Jahrhundert begann der eigentliche Burgbau mit einem quadratischen Gebäude. Bis zum 11. Jahrhundert wurde die Anlage mit Ringmauern, Wohnturm, dreieckigem Anbau und Wohnhaus mit fünfeckigem Turm erweitert. Ende des 11. bis Anfang des 12. Jahrhunderts wurde die Anlage durch einen Brand zerstört. Die durch Wigand Gerstenberg behauptete Zerstörung der Anlage im Jahre 1248 durch Truppen der Landgräfin Sophie von Brabant ist vermutlich unzutreffend, da die Grabungsbefunde keine Nutzung nach der Zeit um 1100 erkennen lassen.